# Ozelot
Ozelot (znanstveno ime Leopardus pardalis) je divja mačka, ki živi predvsem v severnem delu Južne Amerike, v Mehiki ter na jugu ZDA.

## Opis
Skupno z repom meri v dolžino od 95 do 130 cm. Težak je okoli 14 kg.
V naravi živi od 8 do 11 let v ujetništvu pa do 20. Prehranjuje se z majhnimi sesalci, kot so pasavci, zajci ter oposumi, pa tudi z žabami, kuščaricami ter ribami. Ozeloti se parijo na vsake dve leti. Nimajo določenega letnega čas parjenja. Brejost traja približno 70 dni, samica pa običajno skoti enega ali dva mladiča.
Umetnik Salvador Dalí je imel ozelota z imenom Babou kot domačega ljubljenčka.

## Podvrste
Priznanih je 10 podvrst :
- L. p. aequatorialis (Mearns, 1906): Kostarika. L. p. mearnsi ter L. p. minimalis se obravnavata kot sinonima za to podvrsto.
- L. p. albescens (Pucheran, 1855): Teksas. Sinonima sta L. p. limitis ter L. p. ludoviciana.
- L. p. melanura (Ball, 1844): Poporočilu britanskega zoologa Pococka iz leta 1941 naj bi to podvrsto našel v "Britanski Gvajani", kar najbrž pomeni Gvajana. Sinonima L. p. maripensis in L. p. tumatumari.
- L. p. mitis (Cuvier, 1820): Occurs in Paraguay. Synonyms include L. p. armillatus, L. p. brasiliensis, L. p. chibi-gouazou, L. p. chibiguazu, L. p. hamiltonii, L. p. maracaya and L. p. smithii.
- L. p. nelsoni (Goldman, 1925): Mehika.
- L. p. pardalis (Linnaeus, 1758): Mehika. Sinonimi L. p. canescens, L. p. griffithii, L. p. griseus, L. p. ocelot ter L. p. pictus.
- L. p. pseudopardalis (Boitard, 1842): Kolumbija. sinonim  L. p. sanctaemartae.
- L. p. pusaea Thomas, 1914: Ekvador.
- L. p. sonoriensis (Goldman, 1925): Mehika.
- L. p. steinbachi Pocock, 1941: Bolivija.